# Up from the Skies
«Up from the Skies» — песня, написанная Джими Хендриксом и выпущенная группой The Jimi Hendrix Experience в 1967 году. Впервые композиция была выпущена на втором альбоме группы Axis: Bold as Love. В 1968 году лейбл Reprise Records выпустил песню в качестве сингла, который занял 82-е место в чарте Billboard Hot 100.

## Музыканты
- Джими Хендрикс — гитара, вокал
- Ноэль Реддинг — бас-гитара
- Митч Митчелл — ударные